# Asunaro Hakusho
Asunaro Hakusho (あすなろ白書  Asunaro White Paper) là sê-ri manga Nhật Bản được sáng tác bởi Fumi Saimon, đã được đang tại Shogakukan's Big Comic Spirits. Nó đã đành được giải thưởng Shogakukan Manga Award cho manga chung vào năm 1992.

## Diễn viên
- Hikari Ishida vai Narumi Sonoda
- Michitaka Tsutsui vai Tamotsu Kakei
- Kimura Takuya vai Osamu Toride
- Anju Suzuki vai Seika Higashiyama
- Hidetoshi Nishijima vai Junichiro Matsuoka
- Ayako Sugiyama vai Kyoko Machida
- Yumi Morio vai Harumi Sonoda
- Mariko Kaga vai Mitsuko Kakei
- Koichi Iwaki vai Sosuke Akiba